# Claude Porcell
Claude Porcell est un germaniste français, né le 20 décembre 1946 à Béziers et mort le 20 juin 2008 à Paris. Traducteur et adaptateur pour le théâtre, il enseigne la littérature de langue allemande à l'université Paris-Sorbonne. Plusieurs prix récompensent son travail de traducteur.

## Biographie
Claude Porcell naît en 1946 à Béziers dans l'Hérault, où il poursuit ses études jusqu'au baccalauréat. Il se prépare au Lycée Louis-le-Grand au concours de Paris l'École normale supérieure où il entre en 1967.
Titulaire de l'agrégation d'allemand en 1971, il entre en 1972 à l'Institut d'études germaniques de l'Université Paris-Sorbonne où il effectue toute sa carrière en qualité de maître de conférences. Germaniste et Docteur ès lettres après avoir soutenu en 1977 une thèse de troisième cycle sur les « autotraductions » et les textes français de Heinrich Heine, il enseigne le thème et la littérature des pays de langue allemande et traduit plus d'une centaine d'ouvrages d'auteurs contemporains.
Il participe à l'élaboration du volume de la Bibliothèque de la Pléiade consacré aux œuvres en prose de Rainer Maria Rilke dont il traduit les Lettres à un jeune poète et Les Cahiers de Malte Laurids Brigge. Il introduit en France Robert Schneider, Michael Krüger ou Peter Härtling. Il concentre ses activités dans le domaine du théâtre sur Botho Strauss et Thomas Bernhard dont il est l'un des premiers spécialistes en France. Il travaille à ce titre avec les metteurs en scène Claude Régy, Roger Blin ou Jorge Lavelli.
Il écrit pour l'Encyclopædia Universalis les articles sur la langue et les littératures allemandes, sur Botho Strauss, sur Thomas Bernhard et sur son roman Corrections. Il acquiert en 1987 une maison de à Montolieu dans l'Aude, village qui a attiré plusieurs personnalités liées à la littérature allemande contemporaine (Patrick Süskind et son traducteur Bernard Lortholary, Almuth Grésillon, Jeanne Étoré, etc.). Il consacre principalement à Günter Grass les dernières années de sa vie : le Prix Nobel 1999 lui demande une nouvelle traduction de son ouvrage majeur, Le Tambour, qui paraît en 2009 après la disparition de Claude Porcell, qui meurt à Paris le 20 juin 2008, quelques mois après son départ en retraite.

## Publications
L'Université de Lausanne publie à l'occasion de l'attribution du prix lémanique de la traduction 2003 la liste chronologique des ouvrages de Claude Porcell édités à cette date. La liste est ici présentée sous forme de tableau triable et complétée par le lien vers les publications du germaniste jusqu'en 2008, année de sa mort, et vers les publications posthumes répertoriées dans le catalogue de la Bibliothèque nationale de France (BNF). Les premières colonnes du tableau donnent le lien vers les œuvres originales enregistrées dans le catalogue de la Bibliothèque nationale allemande (DNB).
| Auteur                   | Pays      | Titre original                                                      | Année | DNB     | Titre en français                                                     | Éditeur       | Année | BNF     |
| ------------------------ | --------- | ------------------------------------------------------------------- | ----- | ------- | --------------------------------------------------------------------- | ------------- | ----- | ------- |
| Kurt Tucholsky           | Allemagne |                                                                     |       | [ 7 ]   | Chroniques allemandes : 1918-1935                                     | Balland       | 1982  | [ 8 ]   |
| Peter Härtling           | Allemagne | Hubert oder Die Rückkehr nach Casablanca                            | 1978  | [ 9 ]   | Hubert, ou le Retour à Casablanca                                     | Seuil         | 1982  | [ 10 ]  |
| Hans-Jürgen Syberberg    | Allemagne | « Parsifal » : ein Filmessay                                        | 1982  | [ 11 ]  | « Parsifal » : notes sur un film                                      | Gallimard     | 1982  | [ 12 ]  |
| Botho Strauss            | Allemagne | Trilogie des Wiedersehens                                           | 1976  | [ 13 ]  | Trilogie du revoir                                                    | Gallimard     | 1982  | [ 14 ]  |
| Botho Strauss            | Allemagne | Paare, Passanten                                                    | 1981  | [ 15 ]  | Couples, passants (de)                                                | Gallimard     | 1983  | [ 16 ]  |
| Thomas Bernhard          | Autriche  | Die Macht der Gewohnheit                                            | 1974  | [ 17 ]  | La Force de l'habitude (de)                                           | L'Arche       | 1983  | [ 18 ]  |
| Thomas Bernhard          | Autriche  | Minetti. Ein Portrait des Künstlers als alter Mann                  | 1977  | [ 19 ]  | Minetti : portrait de l’artiste en vieil homme                        | L'Arche       | 1983  | [ 20 ]  |
| Max Frisch               | Suisse    | Blaubart : eine Erzählung                                           | 1982  | [ 21 ]  | Barbe-Bleue                                                           | Gallimard     | 1984  | [ 22 ]  |
| Peter Härtling           | Allemagne | Nachgetragene Liebe                                                 | 1980  | [ 23 ]  | Dette d’amour, suivi de Zwettl... (avec M.-F. Demet)                  | Seuil         | 1984  | [ 24 ]  |
| Martin R. Dean           | Suisse    | Die verborgenen Gärten                                              | 1982  | [ 25 ]  | Les Jardins secrets                                                   | Gallimard     | 1985  | [ 26 ]  |
| Botho Strauss            | Allemagne | Der Junge mann                                                      | 1984  | [ 27 ]  | Le Jeune Homme                                                        | Gallimard     | 1986  | [ 28 ]  |
| Thomas Bernhard          | Autriche  | Am Ziel                                                             | 1981  | [ 29 ]  | Au but (de)                                                           | L'Arche       | 1987  | [ 30 ]  |
| Thomas Bernhard          | Autriche  | Vor dem Ruhestand                                                   | 1979  | [ 31 ]  | Avant la retraite (de)                                                | L'Arche       | 1987  | [ 32 ]  |
| Thomas Bernhard          | Autriche  | Der Italiener                                                       | 1971  | [ 33 ]  | L'Italien                                                             | Arcane 17     | 1988  | [ 34 ]  |
| Thomas Bernhard          | Autriche  | Der Kulterer                                                        | 1974  | [ 35 ]  | Kulterer (de)                                                         | Arcane 17     | 1988  | [ 36 ]  |
| Thomas Bernhard          | Autriche  | Die Jagdgesellschaft                                                | 1974  | [ 37 ]  | La Société de chasse (de)                                             | L'Arche       | 1988  | [ 38 ]  |
| Peter Härtling           | Allemagne | Felix Guttmann                                                      | 1985  | [ 39 ]  | Felix Guttmann                                                        | Seuil         | 1989  | [ 40 ]  |
| Thomas Bernhard          | Autriche  | Immanuel Kant                                                       | 1978  | [ 41 ]  | Emmanuel Kant (de)                                                    | L'Arche       | 1989  | [ 42 ]  |
| Botho Strauss            | Allemagne | Niemand anderes                                                     | 1987  | [ 43 ]  | Personne d'autre                                                      | Gallimard     | 1989  | [ 44 ]  |
| Peter Handke             | Autriche  | Die Wiederholung                                                    | 1986  | [ 45 ]  | Le Recommencement                                                     | Gallimard     | 1989  | [ 46 ]  |
| Botho Strauss            | Allemagne | Besucher ; Die Zeit und das Zimmer                                  | 1988  | [ 47 ]  | Visiteurs, La Chambre et le temps                                     | L'Arche       | 1989  | ,       |
| Thomas Bernhard          | Autriche  | Heldenplatz                                                         | 1988  | [ 50 ]  | Place des Héros                                                       | L'Arche       | 1990  | [ 51 ]  |
| Michael Krüger           | Allemagne | Was tun ?                                                           | 1984  | [ 52 ]  | Pourquoi moi ? et autres récits                                       | Seuil         | 1990  | [ 53 ]  |
| Thomas Bernhard          | Autriche  | In der Höhe : Rettungsversuch, Unsinn                               | 1989  | [ 54 ]  | Dans les hauteurs : tentative de sauvetage, non-sens                  | Gallimard     | 1991  | [ 55 ]  |
| Thomas Bernhard          | Autriche  | Der deutsche Mittagstisch                                           | 1988  | [ 56 ]  | Dramuscules                                                           | L'Arche       | 1991  | [ 57 ]  |
| Ernst Weiss              | Autriche  | Der Verführer                                                       | 1938  | [ 58 ]  | Le séducteur                                                          | Fayard        | 1991  | [ 59 ]  |
| Peter Härtling           | Allemagne | Waiblingers Augen                                                   | 1987  | [ 60 ]  | Les yeux de Waiblinger                                                | Seuil         | 1991  | [ 61 ]  |
| Michael Krüger           | Allemagne | Das Ende des Romans                                                 | 1990  | [ 62 ]  | La fin du roman                                                       | Seuil         | 1990  | [ 63 ]  |
| Thomas Bernhard          | Autriche  | Der Präsident                                                       | 1975  | [ 64 ]  | Le président                                                          | L'Arche       | 1992  | [ 65 ]  |
| Thomas Bernhard          | Autriche  | Thomas Bernhard - eine Begegnung : Gespräche mit Krista Fleischmann | 1991  | [ 66 ]  | Entretiens avec Krista Fleischmann                                    | L'Arche       | 1993  | [ 67 ]  |
| Botho Strauss            | Allemagne | Der Park                                                            | 1983  | [ 68 ]  | Le Parc                                                               | Gallimard     | 1993  | [ 69 ]  |
| Herbert Rosendorfer (de) | Allemagne | Deutsche Suite                                                      | 1972  | [ 70 ]  | Suite allemande                                                       | Fayard        | 1993  | [ 71 ]  |
| Christoph Meckel (de)    | Allemagne | Die Messingstadt                                                    | 1989  | [ 72 ]  | La Ville de cuivre                                                    | Gallimard     | 1993  | [ 73 ]  |
| Robert Schneider         | Autriche  | Schlafes Bruder                                                     | 1992  | [ 74 ]  | Frère sommeil                                                         | Calmann-Lévy  | 1994  | [ 75 ]  |
| Michael Krüger           | Allemagne | Der Mann im Turm                                                    | 1991  | [ 76 ]  | L'Homme de la tour                                                    | Seuil         | 1994  | [ 77 ]  |
| Rainer Maria Rilke       | Autriche  | Briefe an einen jungen Dichter                                      | 1947  | [ 78 ]  | Lettres à un jeune poète                                              | GF Flammarion | 1994  | [ 79 ]  |
| Thomas Bernhard          | Autriche  | Über allen Gipfeln ist Ruh                                          | 1981  | [ 80 ]  | Maître : la journée d’un poète allemand vers 1980                     | L'Arche       | 1994  | [ 81 ]  |
| Hans Höller              | Autriche  | Thomas Bernhard                                                     | 1993  | [ 82 ]  | Thomas Bernhard : une vie                                             | L'Arche       | 1994  | [ 83 ]  |
| Rainer Maria Rilke       | Autriche  | Die Aufzeichnungen des Malte Laurids Brigge                         | 1910  | [ 84 ]  | Les Cahiers de Malte Laurids Brigge                                   | GF Flammarion | 1995  | [ 85 ]  |
| Botho Strauss            | Allemagne | Fragmente der Undeutlichkeit                                        | 1989  | [ 86 ]  | Fragments de l'indistinct                                             | Gallimard     | 1995  | [ 87 ]  |
| Herbert Rosendorfer (de) | Allemagne | Der Ruinenbaumeister                                                | 1969  | [ 88 ]  | L'Architecte des ruines                                               | Fayard        | 1996  | [ 89 ]  |
| Thomas Bernhard          | Autriche  | Ein Fest für Boris                                                  | 1970  | [ 90 ]  | Une fête pour Boris                                                   | L'Arche       | 1996  | [ 91 ]  |
| Michael Krüger           | Allemagne | Himmelfarb                                                          | 1993  | [ 92 ]  | Himmelfarb                                                            | Seuil         | 1996  | [ 93 ]  |
| Peter Härtling           | Allemagne | Schubert : zwölf Moments musicaux und ein Roman                     | 1992  | [ 94 ]  | Schubert : douze moments musicaux et un roman                         | Seuil         | 1996  | [ 95 ]  |
| Peter Handke             | Autriche  | Mein Jahr in der Niemandsbucht : ein Märchen aus den neuen Zeiten   | 1994  | [ 96 ]  | Mon Année dans la baie de Personne                                    | Gallimard     | 1997  | [ 97 ]  |
| Günter Grass             | Allemagne | Ein weites Feld                                                     | 1995  | [ 98 ]  | Toute une histoire (avec Bernard Lortholary)                          | Seuil         | 1997  | [ 99 ]  |
| Lion Feuchtwanger        | Allemagne | Narrenweisheit oder Tod und Verklärung des Jean-Jacques Rousseau    | 1953  | [ 100 ] | La sagesse du fou ou Mort et transfiguration de Jean-Jacques Rousseau | Gallimard     | 1998  | [ 101 ] |
| Rainer Maria Rilke       | Autriche  | Zwei Prager Geschichten                                             | 1899  | [ 102 ] | Deux histoires pragoises                                              | Gallimard     | 1998  | [ 103 ] |
| Thomas Bernhard          | Autriche  | Die Berühmten ; Elisabeth II                                        | 1976  | [ 104 ] | Les Célèbres ; Elisabeth II (de)                                      | L'Arche       | 1999  | [ 105 ] |
| Günter Grass             | Allemagne | Mein Jahrhundert                                                    | 1999  | [ 106 ] | Mon siècle (avec Bernard Lortholary)                                  | Seuil         | 1999  | [ 107 ] |
| Hanns-Josef Ortheil      | Allemagne | Faustinas Küsse                                                     | 1998  | [ 108 ] | Les baisers de Faustina                                               | Seuil         | 2001  | [ 109 ] |
| Michael Krüger           | Allemagne | Aus dem Leben eines Erfolgsschriftstellers                          | 2000  | [ 110 ] | Histoires de famille                                                  | Seuil         | 2001  | [ 111 ] |
| Günter Grass             | Allemagne | Im Krebsgang                                                        | 2002  | [ 112 ] | En crabe (avec Bernard Lortholary)                                    | Seuil         | 2002  | [ 113 ] |
| Michael Krüger           | Allemagne | Die Cellospielerin                                                  | 2000  | [ 114 ] | La Violoncelliste                                                     | Seuil         | 2004  | [ 115 ] |
| Hanns-Josef Ortheil      | Allemagne | Im Licht der Lagune                                                 | 1999  | [ 116 ] | Lumière de la lagune (de)                                             | Seuil         | 2005  | [ 117 ] |
| Michael Krüger           | Allemagne | Das falsche Haus                                                    | 2002  | [ 118 ] | La Maison fantôme                                                     | Seuil         | 2004  | [ 119 ] |
| Thomas Bernhard          | Autriche  | Die Billigesser                                                     | 1990  | [ 120 ] | Les Mange-pas-cher                                                    | Gallimard     | 2005  | [ 121 ] |
| Horst Möller             | Allemagne | Die Weimarer Republik                                               | 2004  | [ 122 ] | La République de Weimar                                               | Tallandier    | 2005  | [ 123 ] |
| Per Øhrgaard (de)        | Danemark  | Günter Grass                                                        | 2005  | [ 124 ] | Günter Grass                                                          | Seuil         | 2007  | [ 125 ] |
| Günter Grass             | Allemagne | Beim Häuten der Zwiebel                                             | 2006  | [ 126 ] | Pelures d'oignon                                                      | Seuil         | 2007  | [ 127 ] |
| Michael Krüger           | Allemagne | Die turiner Komödie                                                 | 2005  | [ 128 ] | La Comédie de Turin                                                   | Seuil         | 2008  | [ 129 ] |
| Günter Grass             | Allemagne | Die Blechtrommel                                                    | 1959  | [ 130 ] | Le Tambour                                                            | Seuil         | 2009  | [ 131 ] |
| Robert Schneider         | Autriche  | Dreck                                                               | 1992  | [ 132 ] | Saleté                                                                | L'Arche       | 2014  | [ 133 ] |

## Récompenses
- 1996 : Prix Halpérine-Kaminsky pour Les Cahiers de Malte Laurids Brigge[85] (Rainer Maria Rilke) et Une fête pour Boris[134] (Thomas Bernhard)[135]
- 2002 : Prix Gérard de Nerval pour Histoires de famille[136] (Michael Krüger)[137]
- 2003 : Prix lémanique de la traduction destiné à récompenser d’éminentes traductions littéraires de l’allemand en français et du français en allemand[138]

Frère Sommeil de Robert Schneider et Himmelfarb de Michael Krüger, publiés en France dans sa traduction, chez Calmann-Lévy pour le premier et au Seuil pour le second, reçoivent le Prix Médicis étranger respectivement en 1994 et 1996.